# Wemmel

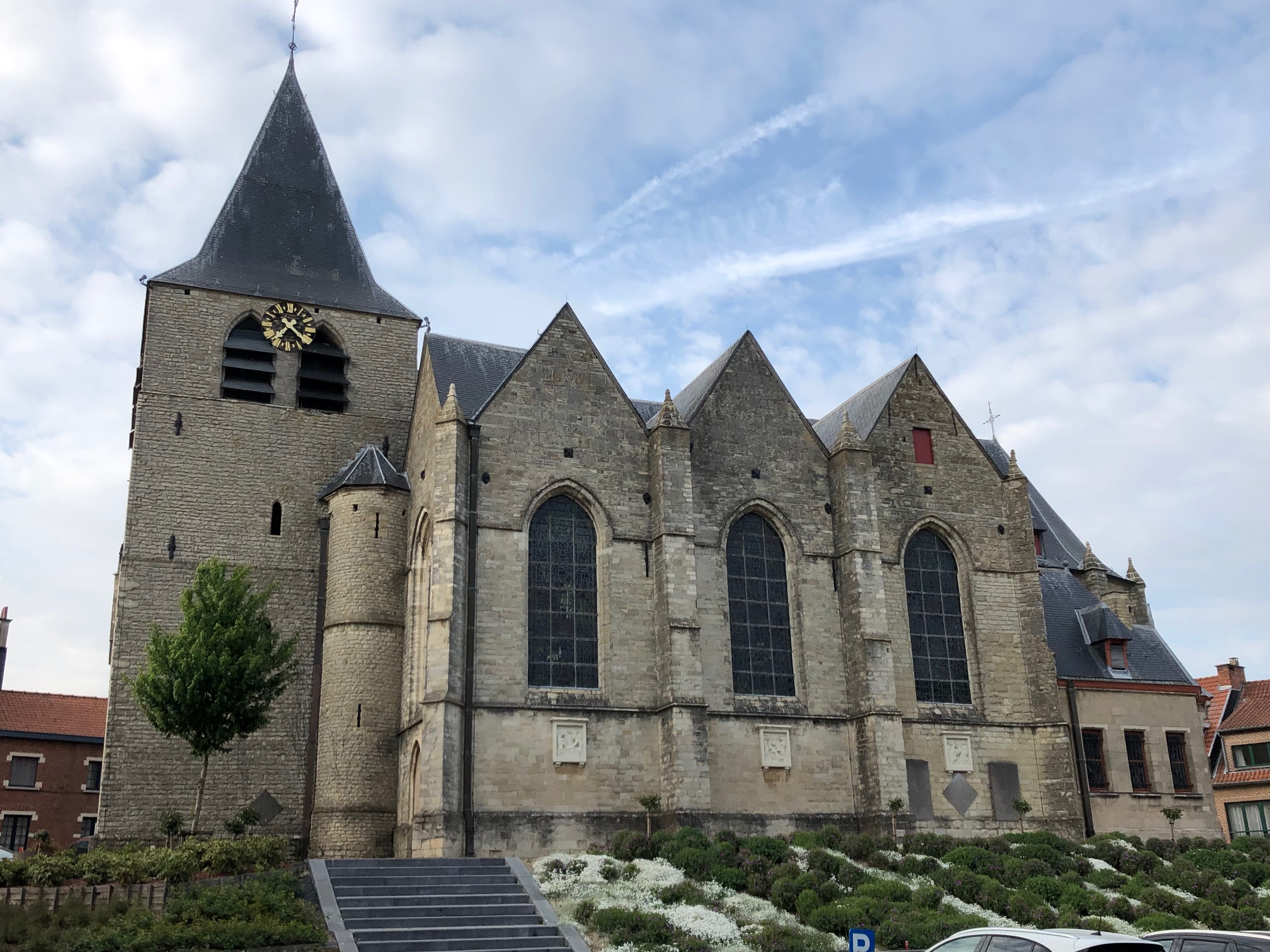
Kirche St. Servaas in Wemmel

Wemmel (anhörenⓘ) ist eine belgische Gemeinde in der Region Flandern mit 18.179 Einwohnern (Stand 1. Januar 2024). Sie grenzt unmittelbar an die Region Brüssel-Hauptstadt; das Stadtzentrum von Brüssel liegt etwa 8 km südöstlich. Sie ist eine Gemeinde mit Spracherleichterungen für Französischsprachige (Fazilitäten-Gemeinde).

## Verkehr
Die nächsten Autobahnabfahrten befinden sich am Brüsseler Autobahnring, der durch den südlichen Bereich der Gemeinde führt.
Im benachbarten Jette, in der Region Brüssel-Hauptstadt, befindet sich der nächste Regionalbahnhof und in Brüssel halten auch überregionale Schnellzüge.
Der Flughafen Brüssel National nahe der Hauptstadt und nur 12 km östlich von Wemmel gelegen ist der nächste internationale Flughafen.

## Wappen
Beschreibung: In Gold ein durchgehendes rotes Kreuz, das im rechten Eck einen schwarzen Vogel hat.

## Persönlichkeiten
- Nicole Josy (eigentlich Nicole van Palm; 1946–2022), Popduo Nicole & Hugo
- Sebastiaan Bornauw (* 1999), Fußballer
- Kimberley Zimmermann (* 1995), Tennisspielerin